# الصين في الألعاب البارالمبية الصيفية 1984
شاركت الصين في الألعاب البارالمبية الصيفية 1984، التي أقيمت في نيويورك، الولايات المتحدة وفي ستك مندويل (باكينجهامشير)، المملكة المتحدة. كانت هذه هي المشاركة الأولى للصين في الألعاب البارالمبية الصيفية. أرسلت البلاد 24 رياضيًا تنافسوا في ثلاثة رياضات: ألعاب القوى، السباحة، وتنس الطاولة.
حصل المتنافسون الصينيون على ميداليتين ذهبيتين، واثنتي عشرة فضية، وثماني برونزيات، مما وضع الصين في المركز الثالث والعشرين في جدول الميداليات. فازت بينغ يالي بأول ميدالية ذهبية بارالمبية للصين.

## الفائزون بالميداليات
| ميدالية | الاسم         | الرياضة     | الفعالية                             |
| ------- | ------------- | ----------- | ------------------------------------ |
| ذهبية   | بينغ يالي     | ألعاب القوى | الوثب الطويل للسيدات B2              |
| ذهبية   | تشاو جيهونغ   | ألعاب القوى | الوثب الطويل للسيدات B3              |
| فضية    | تشنغ جييبينغ  | ألعاب القوى | الوثب الطويل للرجال A5               |
| فضية    | تشن يو ياو    | ألعاب القوى | دفع الجلة للرجال A4                  |
| فضية    | تشاو جيهونغ   | ألعاب القوى | 100 متر للسيدات B3                   |
| فضية    | تشاو جيهونغ   | ألعاب القوى | الوثب العالي للسيدات B3              |
| فضية    | وانغ شيويون   | ألعاب القوى | رمي الرمح للسيدات A6                 |
| فضية    | لي ميكيانغ    | السباحة     | 50 متر صدراً للرجال B2                |
| فضية    | جانغ شيان     | السباحة     | 100 متر ظهراً للرجال A3               |
| فضية    | جانغ شيان     | السباحة     | 100 متر صدراً للرجال A3               |
| فضية    | جانغ شيان     | السباحة     | 100 متر فراشة للرجال A3              |
| فضية    | جانغ شيان     | السباحة     | 200 متر سباحة متنوعة فردية للرجال A3 |
| فضية    | لي ميكيانغ    | السباحة     | 400 متر صدراً للرجال B2               |
| فضية    | وانغ شيويون   | تنس الطاولة | فردي السيدات L5                      |
| برونزية | تشاو بين      | ألعاب القوى | رمي القرص للرجال A3                  |
| برونزية | بينغ يالي     | ألعاب القوى | 100 متر للسيدات B2                   |
| برونزية | تشاو جيهونغ   | ألعاب القوى | 400 متر للسيدات B3                   |
| برونزية | وانغ شيويون   | ألعاب القوى | رمي القرص للسيدات A6                 |
| برونزية | شن جيلانغ     | السباحة     | 100 متر ظهراً للرجال A7               |
| برونزية | كاو تشيانمينغ | السباحة     | 100 متر فراشة للرجال A1              |
| برونزية | شن جيلانغ     | السباحة     | 100 متر حرة للرجال A7                |
| برونزية | كاو تشيانمينغ | السباحة     | 200 متر سباحة متنوعة فردية للرجال A1 |

## روابط خارجية
- نيويورك 1984 بيان صحفي - IPC
- اللجنة البارالمبية الدولية
- اللجنة البارالمبية الوطنية الصينية (NPCC) - مقدمة قصيرة